# 夜のバラを消せ
『夜のバラを消せ』（よるのバラをけせ）は、1966年7月9日に公開された日活のアクション映画である。監督は舛田利雄。柴田錬三郎原作の『俺の敵はそこにいる』を映画化したものである。

## あらすじ
元政治家である千成は、政界から足を洗ってその愛人と隠居生活を送っている。そんな千成により徳川新六は育てられた。千成は徳川新六を手下として、汚職まみれの政治家たちを次々に排除させる。しかし新六は後にそんな千成自身が汚職にまみれた男で、自分をだまして利用していたことを知る。

## 配役
- 石原裕次郎：徳川新六
- 由美かおる：飛鳥井ゆかり
- 芦川いづみ：鶴代
- 藤竜也：佐治
- 高品格：桜木
- 西尾三枝子：田門正子
- 宮城千賀子：津守高子
- 斎藤チヤ子：梨花
- 永井秀明：中戸川藤一郎
- 河村弘一：郭文成
- 野呂圭介：鉄道公安官
- 白木マリ：草壁多津枝
- 清水将夫：田門
- 東野英治郎：千成
- 三島雅夫：津守広茂

## スタッフ
- 監督 ：舛田利雄
- 脚本：下飯坂菊馬、瀬川昌治
- 企画：高木雅行
- 原作: 柴田錬三郎
- 音楽：伊部晴美
- 美術：木村威夫
- 編集：井上親弥
- 撮影：山崎善弘

## 併映作品
- 『骨まで愛して』